# Reagan Pasternak
Reagan Jae Pasternak (Toronto, 8 marzo 1977) è un'attrice e cantante canadese, il cui ruolo più recente è stato quello di Julianne nella serie televisiva del 2008 Being Erica.
Ultima di quattro figli, Reagan Pasternak ha due sorelle e un fratello maggiori.
Oltre alla carriera nella recitazione, è anche cantante; per la sua musica ha vinto numerosi premi e borse di studio ai tempi dell'istruzione obbligatoria.
Nel 2003 è stata nominata ai canadesi Gemini Award per la sua interpretazione di Zelda Fitzgerald, in Hemmingway VS. Callaghan.

## Filmografia parziale
- Before you say I do (2009): Patty
- Being Erica (2008): Julianne
- La vigilia per farli conoscere (2008): Kristy Easterbrook
- Just Buried (2007): Luanne
- Dead Mary (2007): Amber
- A Christmas Wedding (2006): Jill
- Cake (2005): Sydney
- Zeyda and the Hitman (2004): Natalie Klein
- Due candidati per una poltrona (2004): Mandy
- Una miss tutta tonda (2003): Libby Leslie
- The Brady Bunch in the White House (2002): Veronica Dotwebb
- A Christmas Visitor (2002): Jean Boyajian
- In a Heartbeat (2000): Val Lanier
- Jailbait (2000)
- Forever Mine (1999)
- Mi sposo a Natale (A Christmas Wedding), regia di Michael Zinberg – film TV (2006)
- Girl Meets World (2014)
- Mai giocare con la babysitter (Babysitter's Nightmare), regia di Jake Helgren – film TV (2018)
- Sharp Objects – miniserie TV, 3 episodi (2018)

## Doppiatrici italiane
Nelle versioni in italiano delle opere in cui ha recitato, Shenae Grimes è stata doppiata da:
- Claudia Pittelli in Mi sposo a Natale
- Gemma Donati in Being Erica
- Claudia Razzi in Good Trouble
- Franca D'Amato in Private Eyes
- Giò Giò Rapattoni in Sharp Objects
- Sophia De Pietro in Tracker